# Hypo Real Estate
A Hypo Real Estate Holding AG é uma empresa com sede em Munique que controla os seguintes bancos:
- Hypo Real Estate Bank International AG
- Hypo Public Finance Bank
- Hypo Real Estate Bank AG

Foi criada em 2003 para gerir a parte imobliária do HypoVereinsbank. Emprega cerca de 1200 pessoas.